# Raionul Zastavna
Raionul Zastavna (în ucraineană Заставнівський район) era unul din cele 11 raioane administrative din regiunea Cernăuți din Ucraina, cu reședința în orașul Zastavna. A fost înființat în anul 1940 după ocuparea Bucovinei de Nord de către URSS și apoi reînființat în 1944, fiind inclus în componența RSS Ucrainene. Între 1991 - 2020 acest raion făcea parte din Ucraina independentă. A fost desființat în 2020, iar teritoriul său a fost inclus în componența raionului Cernăuți.
Acest raion avea o suprafață de 619 km² și 56.261 locuitori (2001) , în mare majoritate de naționalitate ucraineni. Din componența raionului făceau parte orașele Zastavna și Costrijeni și 32 comune rurale.
Înainte de ocuparea Basarabiei și Bucovinei de nord de către Uniunea Sovietică în 1940, teritoriul său a făcut parte din județul Cernăuți și din județul Hotin ale României. Pentru o scurtă perioadă de timp (1918 - 1925), actualul raion a fost un județ al României interbelice, Județul Zastavna (interbelic). Cu excepția a două comune (Balamutovca și Rjavineți) și a fostului sat Onutul-Mic care au făcut parte din nordul Basarabiei (județul Hotin), toate celelalte localități provin din regiunea istorică Bucovina.

## Geografie
Raionul Zastavna este situat în partea de nord a regiunii Cernăuți, între râurile Prut și Nistru. Distanța de la centrul raional până la centrul regional Cernăuți este de 33 km (rutier) și 48 km (pe calea ferată). În prezent, raionul se învecinează în partea de sud cu municipiul Cernăuți, în partea de vest cu raionul Cozmeni, în partea de est cu raionul Noua Suliță și cu raionul Hotin, în partea de nord-vest cu raionul Horodenca din regiunea Ivano-Frankivsk și în partea de nord cu raionul Zalișciîkî și cu raionul Borșciv, ambele din regiunea Ternopil. Partea de nord a raionului are ca graniță naturală râul Nistru.
Teritoriul raionului se află în zonă de lipostepă, predominând cernoziomurile.

## Economie
În raionul Zastavna funcționează 14 întreprinderi industriale, cele mai importante fiind Rafinăria de zahăr de la Crișceatec, Întreprinderea de materiale de construcții de la Costrijeni și Fabrica de unt și produse lactate de la Zastavna. Industria raionului este specializată în principal pe procesarea produselor agro-alimentare și pe producția de materiale de construcții.
Agricultura este principala ocupație a locuitorilor raionului, aici desfășurându-și activitatea 20 societăți comerciale sub diferite forme de organizare.

## Învățământ și cultură
În raionul Zastavna există un liceu cu patru clase cu profil matematică-fizică (în orașul Zastavna) și 33 școli, dintre care un gimnaziu, 10 școli de gradele I și II și 22 școli de gradul III. De asemenea, este o școală tehnică și trei școli de muzică pentru copii. În afară de acestea, mai există 37 cămine culturale, 38 biblioteci școlare și 40 de săli de cinema.
De asemenea, funcționează aici o vastă rețea de facilități medicale: un spital central raional cu o capacitate de 201 paturi, două spitale raionale cu câte 35 paturi, 8 clinici și 25 cabinete medicale .

## Demografie
Componența lingvistică a raionului Zastavna
     Ucraineană (99,22%)
     Alte limbi (0,75%)
Conform recensământului din 2001, majoritatea populației raionului Zastavna era vorbitoare de ucraineană (99,22%), existând în minoritate și vorbitori de alte limbi.
La recensământul din 1989, raionul Zastavna avea 58.108 locuitori.
Conform recensământului efectuat de autoritățile ucrainene în anul 2001, populația raionului Zastavna era de 56.261 locuitori, fiind împărțită în următoarele grupuri etnice:
- Ucraineni - 55.733 (99,06%)
- Ruși -  335 (0,59%)
- Moldoveni -  55 (0,09%)
- Români  - 38 (0,06%)
- Alții - 100 (0,17%) [4].

De asemenea, 20,8% din populația raionului locuia în așezări urbane (11.702 locuitori) și 79,2% în așezări rurale (44.559 locuitori).
Cele mai populate localități sunt orașele Zastavna - 8.510 locuitori și Costrijeni - 2.819 și satele Vrânceni - 3.701, Cadobești - 3.285, Rjavinți - 3.079 și Șerăuții de Sus - 2.793.

## Localități
Raionul Zastavna este compus din:
- 1 oraș - Zastavna - reședința administrativă
- 1 așezare urbană - Costrijeni
- 37 sate [5], dintre care: 
  - 32 comune sau selsoviete  astfel:

| - - Babin, - Balamutca, - Boianceni, - Cadobești, - Cincău, - Crișceatec, - Cuciurul Mic, - Culeuți, | - - Dobronăuți, - Doroșăuți, - Horoșăuți, - Iurcăuți, - Mitcău, - Mosoreni, - Ocna, - Onut, | - - Pârâul Negru, - Pohorlăuți, - Prelipcea, - Răpujineț, - Rjavinți, - Sămușeni, - Șerăuții de Sus, - Șubrănești, | - - Tăuteni, - Vadul Nistrului (Brodoc), - Vasilău, - Vaslăuți, - Verbăuți, - Vrânceni, - Zadobruvca, - Zvineace |

- - 5 sate, care nu sunt și selsoviete, adică nu au administrație proprie, astfel:

| - - Iablunivca, - Iosipovca, - Rudca, | - - Ștefănești, - Vimușiv |

## Turism
De mulți ani există o colonie unică de bâtlani cenușii pe versanții din apropierea satului Babin, care se află în lunca râului Nistru. Colonia constă din 99 cuiburi, care se află în 26 stejari, la o înălțime de 12-18 metri .
Peștera Balamutivska care se află pe malul drept al Nistrului, lângă satul Balamutca, este una dintre cele mai renumite peșteri din Bucovina, fiind un monument național de importanță geologică. Aici au fost descoperite picturi pe pereți datând din mezolitic (cu aproximativ 2.000 ani în urmă), picturi care reflectă credințele oamenilor din Epoca de Piatră. Lungimea părții explorate este de 114 metri. Au fost descoperite interesante formațiuni de ghips pe pereții grotei.
Satul Vasilău este una dintre cele mai vechi așezări de pe teritoriul Bucovinei de Nord. Cercetările arheologice au dus la descoperirea unei așezări omenești pe teritoriul actualului sat, care datează din secolul al II-lea. Un drum comercial peste Nistru străbătea pe atunci localitatea. Pe vârful unui deal din localitate a existat o biserică cu o înălțime de 35 metri în jurul anului 1230. Biserica a existat timp de 500 ani, până în a doua jumătate a secolului al XVIII-lea. Ruinele catedralei au o mare valoare arheologică. Artefactele descoperite în Vasilău se află majoritatea la Muzeul din Cernăuți.
Satul Vaslăuți este locul de naștere a primului mitropolit ortodox al Bucovinei, Eugenie Hacman (1793-1873). Datorită strădaniilor sale, o biserică autonomă bucovineană a existat timp de 70 de ani până la ocuparea Bucovinei de Nord de către URSS. Cu binecuvântarea sa, a fost construită o catedrală și o reședință mitropolitană în orașul Cernăuți. Satul este renumit și prin prezența aici a Piscului Berda, care este cel mai înalt loc nu doar de pe Podișul Hotinului, dar și din întreaga Câmpie a Europei de Est.
Satul Ocna este renumit prin parcul său, fondat în anul 1860 și având o suprafață de 2.7 hectare. Aici sunt aclimatizate 28 tipuri de arbori printre care specii rare cum ar fi ginkgo biloba sau platanul. De asemenea, sunt trei stejari cu o vechime de 180-250 ani și o alee de castani. Acest parc are o importanță științifică, culturală și estetică.
Pe unul dintre dealurile din satul Zvineace există un cimitir militar, unde au fost înmormântate rămășițele pământești a 11.830 soldați și ofițeri în armatele austro-ungare, germane și rusești, care au murit în primul război mondial, în luptele din anii 1914-1918.
Nu departe de satul Pohorlăuți se află un monument geologic al naturii, o peșteră calcaroasă unică în Dovgij Yar. Peștera este un exemplu rar a nouă din cele 11 faze ale procesului de formare a calcarului. Lungimea părții explorate este de 377 metri. Aceste monument natural este un labirint de o frumusețe rară.
Satul Crișceatec este faimos pentru un izvor considerat sfânt, care există de mulți ani. În noaptea sărbătoririi Sf. Ioan Teologul, se spune că izvorul scânteiază și au existat cazuri de vindecări de diferite boli legate de acest izvor. S-a înălțat o cruce în apropierea izvorului, precum și o capelă și o biserică în cinstea Sf. Apostol și Evanghelist Ioan. Biserica datează din anul 1860 și este încă în funcțiune.
Pescuitul în raionul Zastavna este posibil doar pe râul Nistru. De asemenea, există 43 hectare de teren de vânătoare, unde viețuiesc numeroase căprioare, vulpi, iepuri și rațe sălbatice.